# 伊爾瑟河 (蘭河支流)
50°56′22.8″N 8°20′8.2″E / 50.939667°N 8.335611°E

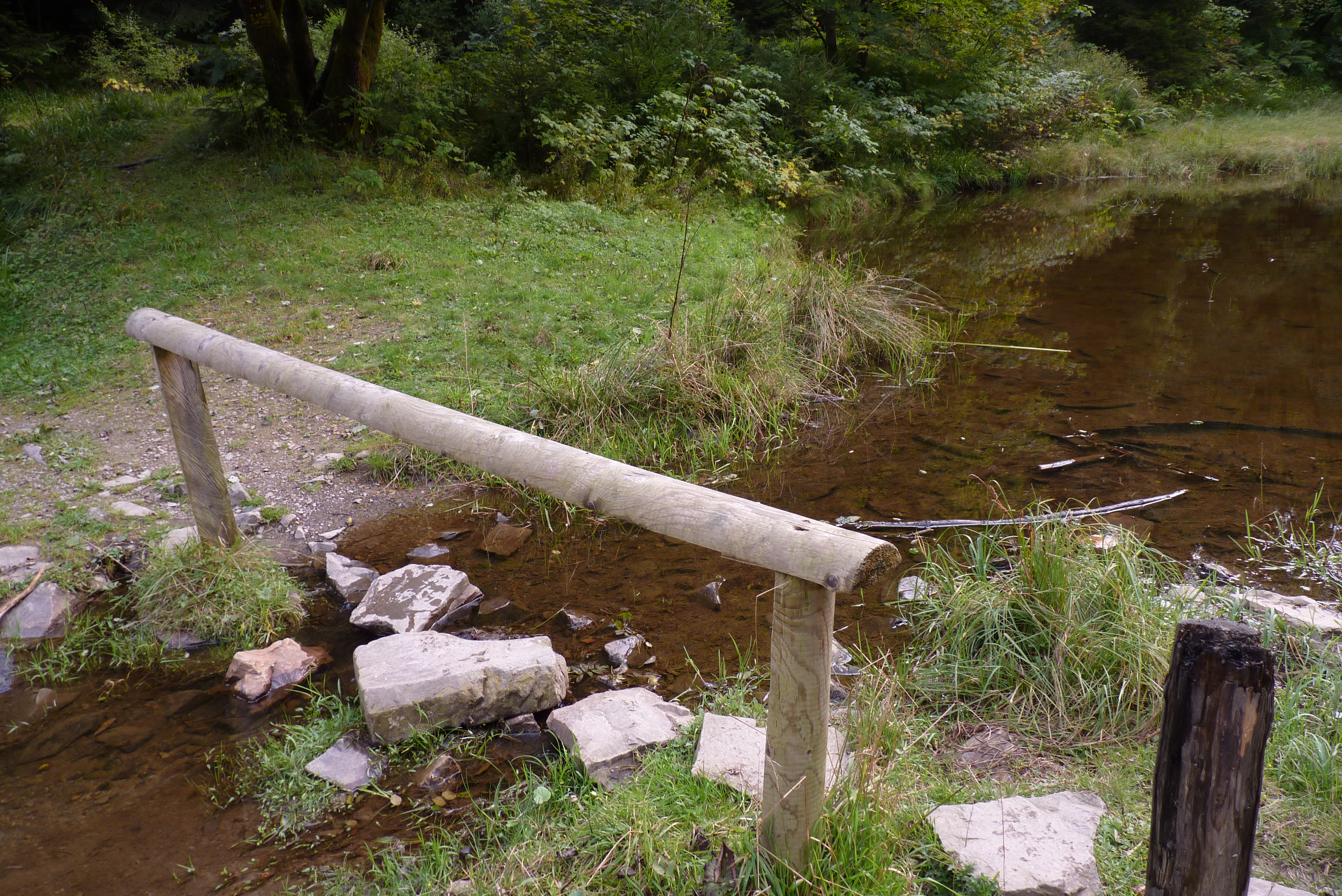

伊爾瑟河（德語：Ilse），是德國的河流，位於該國西部，處於北萊茵-威斯特法倫州，屬於蘭河的右支流，流經錫根-維特根施泰因縣，河道全長8.7公里，流域面積11.8平方公里。